# Habitatge plurifamiliar al carrer Tapioles, 38 (Barcelona)
L'habitatge plurifamiliar al carrer Tapioles, 38 és una obra de Barcelona protegida com a Bé Cultural d'Interès Local.

## Descripció
Edifici situat a la cantonada dels carrers Tapioles i Elkano, al barri de Poble Sec. És entre mitgeres i consta de planta baixa, cinc pisos i terrat. Les dues façanes tenen característiques similars. A la planta baixa les obertures són d'arc rebaixat emmarcades per una motllura llisa. Als pisos s'obren finestres als extrems (en la façana del carrer Elkano hi ha dues fileres de finestres en un dels extrems) i dues fileres de balcons individuals al centre. Les obertures tenen la llinda decorada amb un relleu en negatiu de garlandes. Els balcons són de ferro forjat amb la llosana de pedra. Un fris decoratiu separa cada nivell. El parament imita carreus. El coronament està format per un fris amb medallons i elements vegetals en relleu, seguit d'una cornisa amb dentellons sobre la qual hi ha uns merlets arrodonits decorats amb garlandes de roses. Trenca aquest coronament unes bandes, disposades de manera regular, recolzades sobre mènsules, amb la part superior arrodonida i decorades amb relleus.